# 钻鳞耳蕨
钻鳞耳蕨（学名：Polystichum subulatum）为鳞毛蕨科耳蕨属下的一个种。

## 扩展阅读
維基物種上的相關：钻鳞耳蕨